# AEG G.I
Désigné à l'origine AEG K I par l’Idflieg et GZ 1 chez AEG, l'AEG G.I était un bombardier biplan bimoteur triplace construit à 10 exemplaires malgré des performances médiocres. Cet appareil est surtout le premier d’une série de bombardiers très réussis dont le meilleur représentant fut le AEG G.IV.